# Gisèle Rabesahala

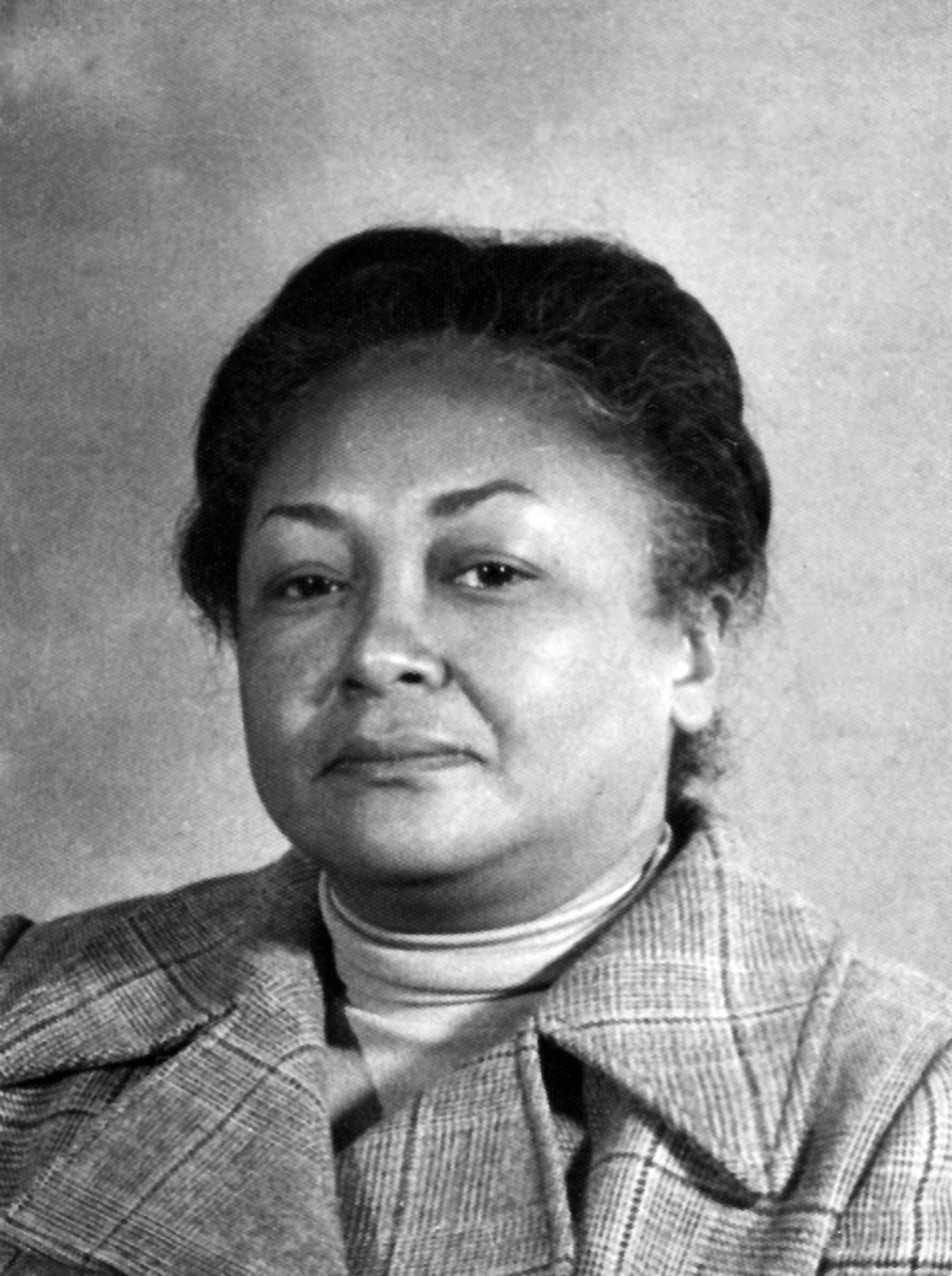
Gisèle Rabesahala (ca. 1970)

Marie Gisèle Aimée Rabesahala (geb. 7. Mai 1929 in Antananarivo; gest. 27. Juni 2011) war eine madagassische Politikerin und Aktivistin. Sie war die erste Frau, die einen Ministerposten in der Regierung von Madagaskar innehatte.

## Frühes Leben
Gisèle Rabesahala wurde in einer politisch aktiven Familie in der madagassischen Hauptstadt Antananarivo im zentralen Hochland geboren. Ihr Vater war Unteroffizier in der französischen Armee, und so lebte die Familie während ihrer Kindheit entsprechend seinen Einsatzposten in Frankreich, Tunesien und Mali. Als er 1942 starb, kehrte sie nach Madagaskar zurück. Rabesahala hatte in ihrer Kindheit davon geträumt, Nonne zu werden, aber sie nutzte die Gelegenheit, die damals nur wenige madagassische Frauen hatten, um eine umfassende Ausbildung zu erhalten und fand dann zunächst Arbeit als Stenotypistin. In den 1950er Jahren engagierte sie sich im Alter von 17 Jahren in madagassischen nationalistischen Kreisen.
Sie setzte sich für die Freilassung Tausender Gefangener ein, schrieb Artikel für die Presse und lenkte internationale Aufmerksamkeit auf deren Notlage. Sie arbeitete mit linken Mitgliedern der französischen Nationalversammlung zusammen, um Petitionen an den französischen Präsidenten Vincent Auriol zu organisieren, während ihr Solidaritätskomitee die Familien der Gefangenen unterstützte, um ihnen zu helfen, mit der Haftsituation zurechtzukommen.
Rabesahala wurde 1956 als erste madagassische Frau zur Stadträtin gewählt. Im gleichen Jahr gründete sie eine eigene Partei, die Union des madagassischen Volkes, und wurde deren Vorsitzende, auch hier war sie Pionierin. Sie wurde Vorstandsmitglied der madagassischen Gewerkschaft FISEMA, einer Tochtergesellschaft der französischen kommunistischen Confédération Générale de la Térance, und wurde Mitglied der Redaktion von Imongo Vaovao, einer nationalistischen Zeitung, die eine entschiedene Oppositionshaltung gegenüber der französischen Kolonialherrschaft in Madagaskar einnahm. Ihre Ansichten waren marxistisch und nationalistisch. 1958 war sie Mitbegründerin der Kongresspartei für die Unabhängigkeit Madagaskars (AKFM), die fünf nationalistische Organisationen in sich vereinte.

## Staatsämter
1975, fünfzehn Jahre nach Madagaskars Unabhängigkeit von Frankreich, übernahm die AKFM die Macht und gründete die sozialistisch-marxistische Demokratische Republik Madagaskar (DRM). Rabesahala vertrat die AKFM in der Nationalen Front zur Verteidigung der Revolution, einer Koalition aus sechs marxistisch orientierten politischen Parteien. Sie vertrat auch ihre Heimatstadt Antananarivo als Abgeordnete in der Nationalversammlung. 1977 wurde sie Madagaskars erste Ministerin, sie war bis 1989 Ministerin für revolutionäre Kunst und Kultur und von 1989 an Kulturministerin.
Sie verließ ihr Amt im August 1991, als die neue Regierung von Guy Razanamasy ihr Ministerium im Zuge des Übergangs zur Mehrparteiendemokratie abschaffte. Zu dieser Zeit hatte sich die AKFM zwischen kommunistischen Hardlinern und Reformern gespalten, die demokratische Reformen unterstützten. Rabesahala blieb beim linientreuen Rest der AKFM, die sich 1990 mit dem ehemaligen Präsidenten der DRM Didier Ratsiraka unter dem Dach der Militanten Bewegung für den madagassischen Sozialismus zusammengeschlossen hatte. Ratsirakas Versuch, bei den Wahlen 1993 Präsident zu werden, scheiterte und die AKFM gewann keinen einzigen Sitz im Parlament.
Rabesahala wandte sich dem vermehrt dem Journalismus zu und kritisierte die neue Regierung von Albert Zafy in zahlreichen Pamphleten. Als Ratsiraka bei den Wahlen 1997 an die Macht zurückkehrte, erlangte Rabesahala erneut politische Bedeutung. Sie beriet Premierminister Pascal Rakotomavo, trat jedoch 1998 zurück, nachdem die AKFM erneut keine Sitze gewinnen konnte und die Regierung eine Strategie liberaler Marktreformen verfolgte. Sie arbeitete hinter den Kulissen am Aufbau einer Mehrparteienkoalition zur Unterstützung von Präsident Ratsiraka und wurde von ihm zur Senatorin und zu einer von sechs Vizepräsidenten ernannt. Als Marc Ravalomanana 2002 die Macht übernahm, wurde sie zu einer konsequenten Stimme der Opposition gegen das, was sie als ausländische Einmischung und Neoliberalismus in seiner Politik ansah.

## Privates
Sie war nie verheiratet und hatte keine Kinder. Sie starb am 27. Juni 2011.